# Гибралтар (шахматный турнир)

Эмблема шахматного турнира Гибралтар

Гибралтар (с 2011-го англ. Tradewise Gibraltar chess festival, ранее — англ. Gibtelecom Chess Festival) — ежегодный шахматный турнир, проводящийся в Гибралтаре с 2003 года.
C начала своего существования официально назывался англ. Gibtelecom Chess Festival по названию компании-спонсора, телекоммуникационного оператора Gibtelecom. В 2011 году титульным спонсором турнира стала страховая компания Tradewise, в связи с чем турнир был переименован в англ. Tradewise Gibraltar chess festival.

## Регламент
Турнир проводится по швейцарской системе, начиная с 2007 года при равенстве очков назначается тай-брейк за первое место.

## Победители турнира

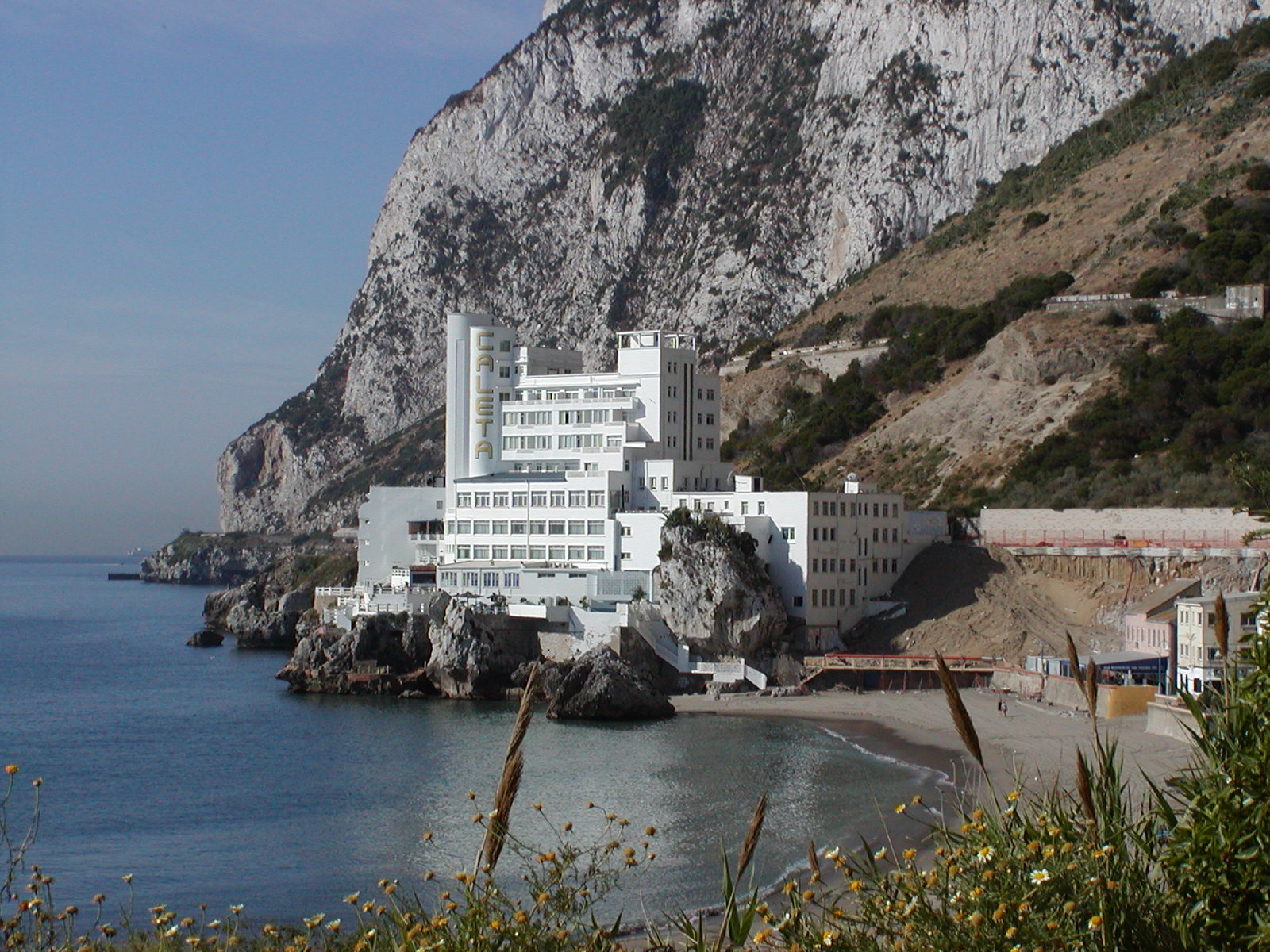
Отель Калета, в котором проводятся встречи турнира

| №  | Год проведения | Победители                                                               | Лучшие среди женщин    |
| -- | -------------- | ------------------------------------------------------------------------ | ---------------------- |
| 1  | 2003           | Василиос Котрониас Найджел Шорт                                          | Нора Медведь           |
| 2  | 2004           | Найджел Шорт                                                             | Пиа Крамлинг           |
| 3  | 2005           | Левон Аронян Захар Ефименко Кирил Георгиев Алексей Широв Эмиль Сутовский | Кетеван Арахамия-Грант |
| 4  | 2006           | Кирил Георгиев                                                           | Антоанета Стефанова    |
| 5  | 2007           | Владимир Акопян                                                          | Йованка Гуска          |
| 6  | 2008           | Хикару Накамура                                                          | Кетеван Арахамия-Грант |
| 7  | 2009           | Пётр Свидлер                                                             | Нана Дзагнидзе         |
| 8  | 2010           | Майкл Адамс                                                              | Наталья Жукова         |
| 9  | 2011           | Василий Иванчук                                                          | Нана Дзагнидзе         |
| 10 | 2012           | Найджел Шорт                                                             | Хоу Ифань              |
| 11 | 2013           | Никита Витюгов                                                           | Чжао Сюэ               |
| 12 | 2014           | Иван Чепаринов                                                           | Мария Музычук          |
| 13 | 2015           | Хикару Накамура                                                          | Хоу Ифань              |
| 14 | 2016           | Хикару Накамура                                                          | Анна Музычук           |
| 15 | 2017           | Хикару Накамура                                                          | Цзюй Вэньцзюнь         |
| 16 | 2018           | Левон Аронян                                                             | Пиа Крамлинг           |
| 17 | 2019           | Владислав Артемьев                                                       | Тань Чжунъи            |
| 18 | 2020           | Давид Паравян                                                            | Тань Чжунъи            |